# FC Brüttisellen
Der FC Brüttisellen - Dietlikon ist ein Schweizer Fussballverein aus Brüttisellen.
Die Herrenmannschaft spielt derzeit in der 3. Liga. Auf seinem sportlichen Höhepunkt spielte der Verein in der Saison 1989/1990 sowie 1991/1992 und 1992/1993 in der Nationalliga B, der zweithöchsten Spielklasse in der Schweiz.

## Geschichte
Der Verein wurde  am 16. März 1948 durch Mitarbeiter der Schuhfabrik Walder & CO. in Brüttisellen als Firmenmannschaft gegründet. Bereits im Jahr darauf trat der Verein dem Schweizerischen Fussball- und Athletik-Verband (SFAV) bei. Damit verbunden war die Umbenennung in FC Brüttisellen. 1952 bildete der Verein eine eigene Juniorenabteilung, dem 1961 die Gründung der Seniorenabteilung folgte.
Auf sportlicher Ebene stieg die Mannschaft 1954 in die 3. Liga auf, wo der FC Brüttisellen 14 Jahre lang verblieb. 1968 stieg der Verein in die 2. Liga auf, kehrte nach einer Saison jedoch wieder in die 3. Liga zurück. Einen zweiten Aufstieg in die 2. Liga erfolgte 1973, wobei die Mannschaft auch in diesem Fall nach einer Saison wieder in die 3. Liga abstieg.
Mit dem drittmaligen Aufstieg in die 2. Liga begann 1977 der schrittweise Aufwärtsweg des FC Brüttisellens. Nachdem der Verein 1979 Gruppenmeister der 2. Liga wurde, jedoch ohne Aufstiegschance, folgte 1981 als Regionalmeister der 2. Liga der Aufstieg in die 1. Liga.
1989 stieg der mit Ausnahme eines Profispielers ausschliesslich aus Amateurspieler bestehende FC Brüttisellen als Tabellenzweiter in die Nationalliga B auf, stieg jedoch 1990 nach Saisonende wieder ab. Bereits 1991 konnte der FC Brüttisellen den Wiederaufstieg feiern. Dieser erfolgte unter anderem dank dem Zuzug mehrerer Profispielern und einem grossen finanziellen Aufwand, der, zusammen mit der für eine Profimannschaft ungeeigneten Infrastruktur, sich später spürbar machte.
Die Saisons 1991/1992 und 1992/1993 in der Nationalliga B bildeten schliesslich den letzten Höhepunkt der Vereinsgeschichte. Danach folgte zunächst der Abstieg in die 1. Liga und 1994 der Abstieg in die 2. Liga. Im Jahr 2000 folgte der Abstieg in die 3. Liga. Im Jahr 2005 stieg der FC Brüttisellen in die 2. Liga auf, stieg jedoch in der Folgesaison sogleich wieder ab. 2015 und 2018 feierte der FC Brüttisellen erneut Aufstiege in die höchste regionale Spielklasse. Nach dem Aufstieg in der Saison 2017/18 konnte der Verein vier Spielzeiten lang die Klasse halten, bis er 2022 wieder in die 3. Liga abstieg.